# Mutua Madrid Open 2013
Mutua Madrid Open 2013 — 24-й розыгрыш ежегодного профессионального теннисного турнира среди мужчин и женщин, проводящегося в испанском городе Мадрид и являющегося частью тура ATP в рамках серии Masters 1000 и тура WTA в рамках серии Premier Mandatory. Турнир прошёл с 6 по 12 мая. Соревнование продолжало околоевропейскую серию грунтовых турниров, подготовительную к майскому Roland Garros.
Прошлогодние победители:
- в мужском одиночном разряде —  Роджер Федерер
- в женском одиночном разряде —  Серена Уильямс
- в мужском парном разряде —  Мариуш Фирстенберг /  Марцин Матковский
- в женском парном разряде —  Сара Эррани /  Роберта Винчи

## Общая информация
После прошлогодних экспериментов с синим грунтовым покрытием турнир вернулся к привычному европейскому красному грунту.

## Соревнования

### Мужчины. Одиночный турнир
Рафаэль Надаль обыграл  Станисласа Вавринку со счётом 6-2, 6-4.
- Надаль выигрывает 5-й титул в сезоне и 55-й за карьеру в основном туре ассоциации.
- Вавринка уступает 2-й финал в сезоне и 8-й за карьеру в основном туре ассоциации.

### Женщины. Одиночный турнир
Серена Уильямс обыграла  Марию Шарапову со счётом 6-1, 6-4.
- Уильямс выигрывает 4-й титул в сезоне и 50-й за карьеру в туре ассоциации.
- Шарапова уступает 2-й финал в сезоне и 21-й за карьеру в туре ассоциации.

### Мужчины. Парный турнир
Боб Брайан /  Майк Брайан обыграли  Александра Пейю /  Бруно Соареса со счётом 6-2, 6-3.
- Братья Брайаны выигрывают свой 87-й совместный титул.
- Братья Брайаны выигрывают свой 5-й титул в Мадриде и 23-й на соревнованиях серии Masters.

### Женщины. Парный турнир
Анастасия Павлюченкова /  Луция Шафаржова обыграли  Кару Блэк /  Марину Эракович со счётом 6-2, 6-4.
- Павлюченкова выигрывает 1-й титул в сезоне и 4-й за карьеру в туре ассоциации.
- Шафаржова выигрывает 2-й титул в сезоне и 3-й за карьеру в туре ассоциации.